# 基姆薩查塔山 (薩亞馬省)
18°7′17″S 68°19′47″W / 18.12139°S 68.32972°W
基姆薩查塔山（Kimsa Chata），是玻利維亞的山峰，位於該國西部奧魯羅省的薩亞馬省，處於亞雷塔尼山和萬卡拉尼山東北面，屬於安第斯山脈的一部分，海拔高度4,809米。